# Тревър Пирси
Тревър Пирси (на английски: Trevor Pearcey) е австралийски учен по физика и информатика, както и компютърен пионер.

## Биография
Роден е във Великобритания. През 1940 година завършва Имперския колеж в Лондон с почести от първа степен по физика и математика. Началото на Втората световна война го принуждава да прекъсне обучението си за бакалавърска степен. По време на войната работи върху изграждането на напреднали радарни системи.
В края на 1945 година заминава за Австралия, където първоначално се занимава с радиофизика. В периода между 1947 и 1949 година ръководи построяването на компютъра CSIR Mark 1, по-късно известен под името CSIRAC. Това е първият компютър, построен от Австралия и една от най-ранните компютърни системи, позволяващи съхранението на програми. След този проект Пирси изучава езици за програмиране във Великобритания и компютърни мрежи в Австралия. В периода 1967-68 година е президент на Австралийското компютърно общество. През 1971 година Университетът на Мелбърн го награждава с титлата „доктор на науките“.
На негове име е учредена фондация и награда, които са в областта на австралийските информационни и комуникационни технологии.